# Brusnyzja
Brusnyzja (ukrainisch Брусниця; russisch Брусница Brusniza, rumänisch Berbești, deutsch, bis 1918, Berbestie) ist ein Dorf im Süden der ukrainischen Oblast Tscherniwzi mit etwa 2000 Einwohnern.

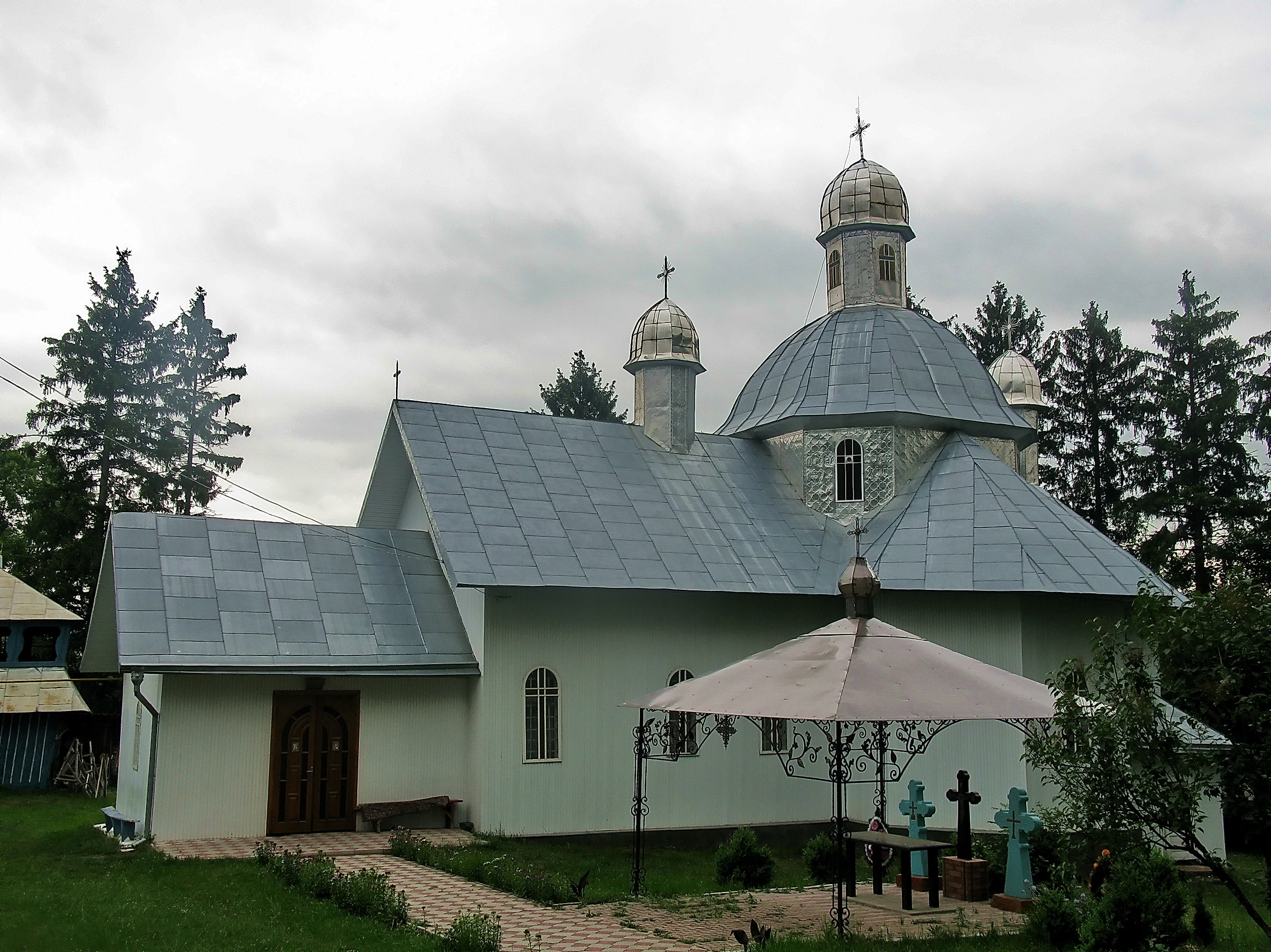
Kirche im Dorf

Der Ort liegt im Osten der historischen Landschaft Bukowina am Flüsschen Brusnyzja, einem rechten Nebenfluss des Pruth. Brusnyzja befindet sich etwa 26 km nordwestlich der Oblasthauptstadt Czernowitz und 32 km nordöstlich vom Rajonzentrum Wyschnyzja entfernt.
Der Ort wurde 1558 zum ersten Mal schriftlich erwähnt, er trug ab 1940 den ukrainischen Namen Barbiwzi (Барбівці), am 7. September 1946 wurde es auf seinen heutigen Namen umbenannt.
Am 12. Juni 2020 wurde das Dorf zum Zentrum der neu gegründeten Landgemeinde Brusnyzja (Брусницька сільська громада/Brusnyzka silska hromada). Zu dieser zählen auch die 9 in der untenstehenden Tabelle aufgelistetenen Dörfer; bis dahin bildete es zusammen mit den Dörfern Dibrowa (Діброва), Kalniwzi (Кальнівці), Ostra (Остра), Seleniw (Зеленів) und Tschortoryja die Landgemeinde Brusnyzja (Брусницька сільська рада/Brusnyzka silska rada) im Westen des Rajons Kizman.
Seit dem 17. Juli 2020 ist der Ort ein Teil des Rajons Wyschnyzja.
Folgende Orte sind neben dem Hauptort Brusnyzja Teil der Gemeinde:
| Name                     | Name            | Name                                  | Name                 | Name                        |
| ukrainisch transkribiert | ukrainisch      | russisch                              | rumänisch            | deutsch                     |
| ------------------------ | --------------- | ------------------------------------- | -------------------- | --------------------------- |
| Brussenky                | Брусенки        | Брусенки (Brussenki)                  | Brusnița             | Brusnica                    |
| Dibrowa                  | Діброва         | Диброва                               | Dumbrava             | Dibrova                     |
| Kalniwzi                 | Кальнівці       | Кальновцы (Kalnowzy)                  | Călineşti pe Derelui | Kalinestie                  |
| Nyschni Staniwzi         | Нижні Станівці  | Нижние Становцы (Nischnije Stanowzy)  | Stăneştii de Jos     | Unterstanestie am Czeremosz |
| Ostra                    | Остра           | Остра                                 | Ostra                | Ostra                       |
| Seleniw                  | Зеленів         | Зеленов (Selenow)                     | Zeleneu, Zelenău     | Zeleneu                     |
| Tschortoryja             | Чортория        | Чортория (Tschortorija)               | Ciortoria            | Czartoria                   |
| Werchni Staniwzi         | Верхні Станівці | Верхние Становцы (Werchnije Stanowzy) | Stăneştii de Sus     | Oberstanestie am Czeremosz  |
| Wynohrad                 | Виноград        | Виноград (Winograd)                   | –                    | –                           |